# Jaunliepāja
Jaunliepāja (en français : Nouveau Liepāja) est un quartier de Liepāja en Lettonie,.

## Présentation
Le quartier est situé au nord du canal du commerce.
Il s'agit d'une zone planifiée construite dans la seconde moitié du XIXe siècle avec des îlots urbains d'usines et des immeubles résidentiels pour les ouvriers.

### Rue de Rīga
Le quartier est, entre-autres, traversé par la rue de Rīga (Rīgas iela, en letton).
Elle commence à l'intersection avec Jūras iela, la place Kārļa Zaala et Lielo iela, et se termine à l'intersection avec Dzelzceļnieki iela. 
La longueur approximative de la rue est de 1 300 m. La rue est longée par une ligne de tramway.
Les constructions de la rue sont principalement de bâtiments en bois et en pierre construits avant la Seconde Guerre mondiale. La 5e école secondaire d'appel amical de la ville de Liepāja est située au 50, rue de Rīga, le dépôt de tramway de Liepāja est situé au 54a, rue de Rīga et la gare de Liepāja est située au 71, rue de Rīga.
La rue a été créée à proximité de la gare ouverte en 1871. Le nom original de la rue était Vaksāles ou rue Bānūža (allemand : Bahnhof Strasse). En 1932, la rue s'appelait rue Krišjāņa Barona, mais en 1940 elle fut rebaptisée rue de Riga.

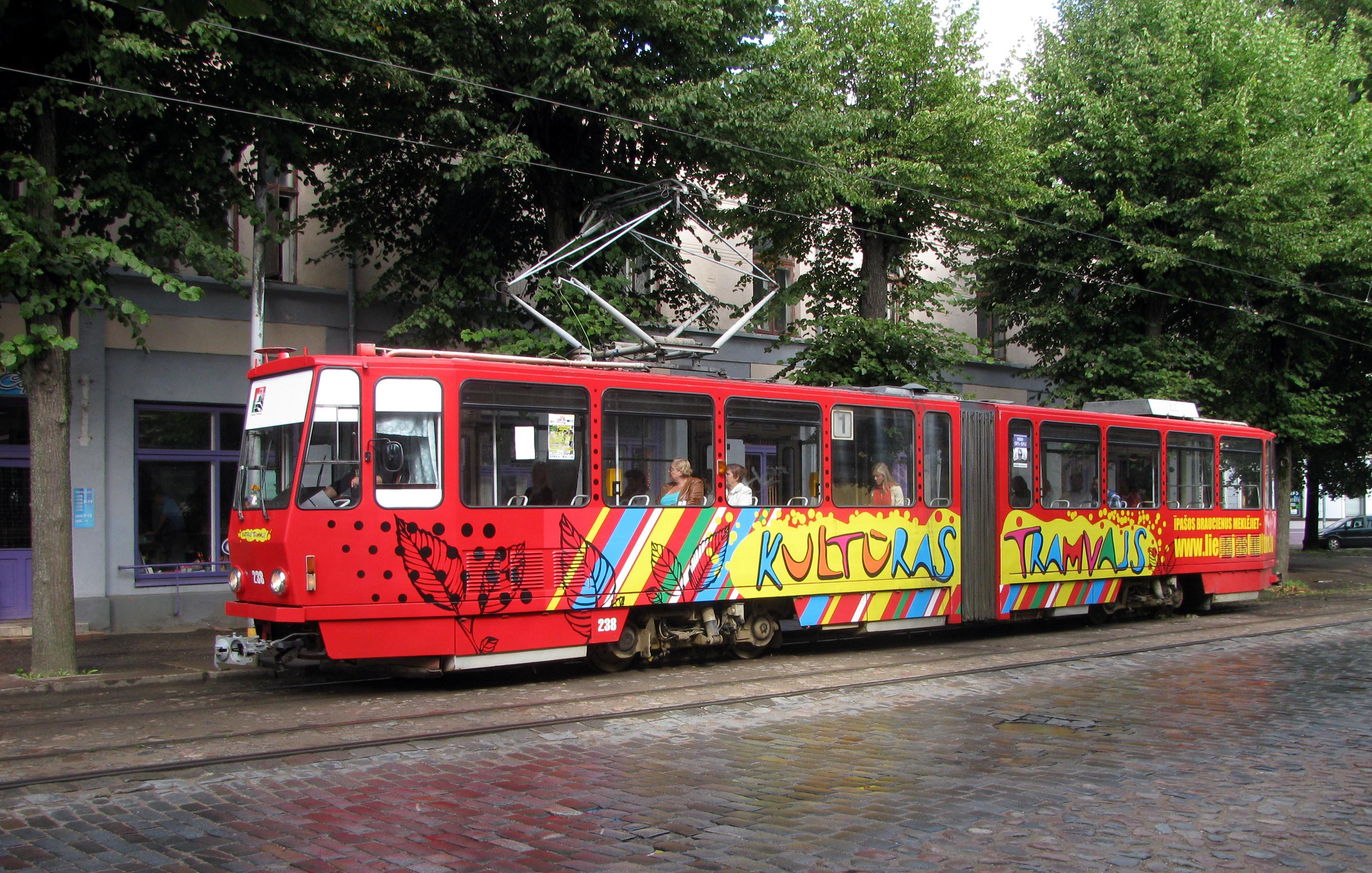
Tramway dans la rue de Rīga.
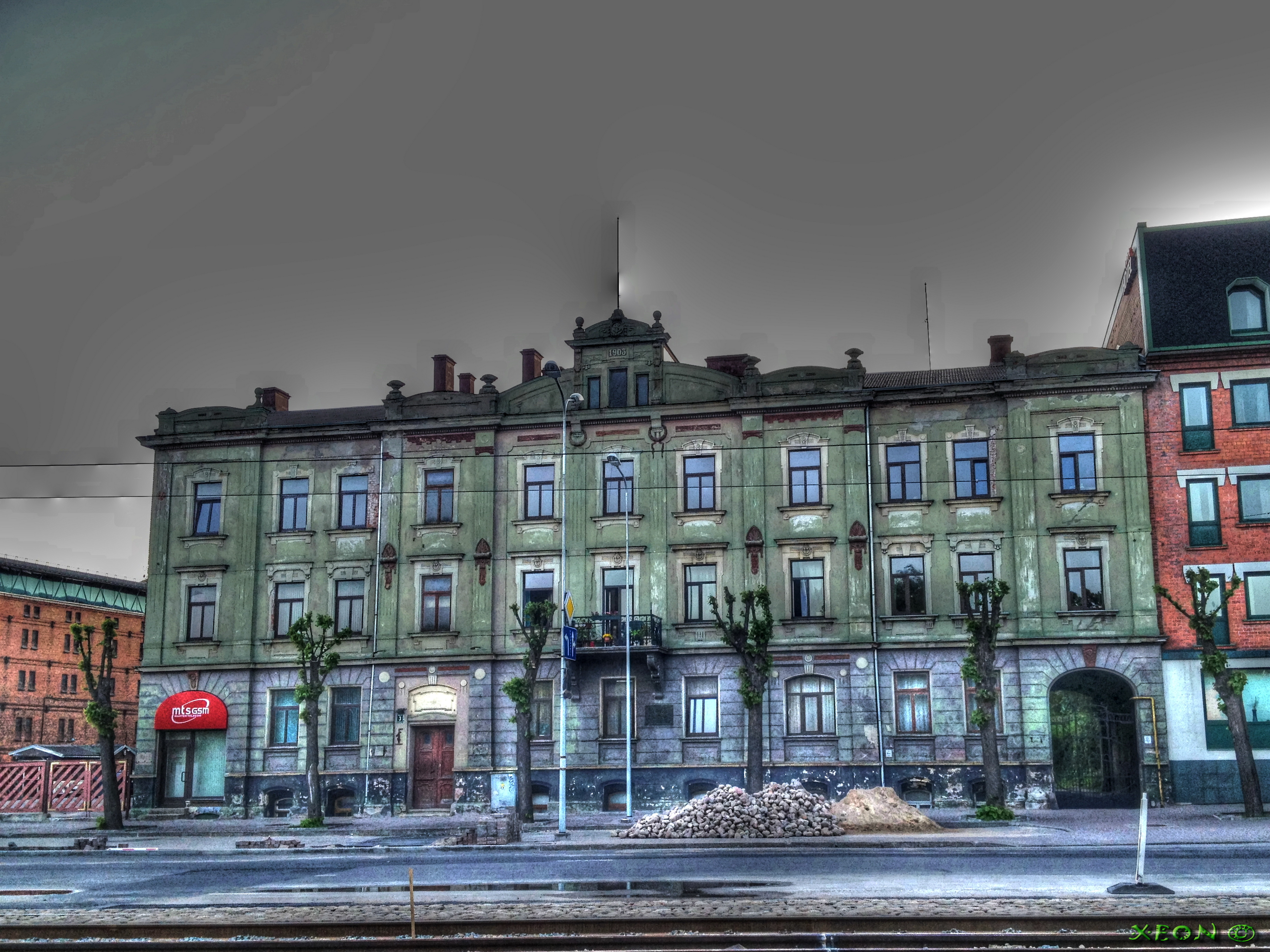
Rīgas iela 3.
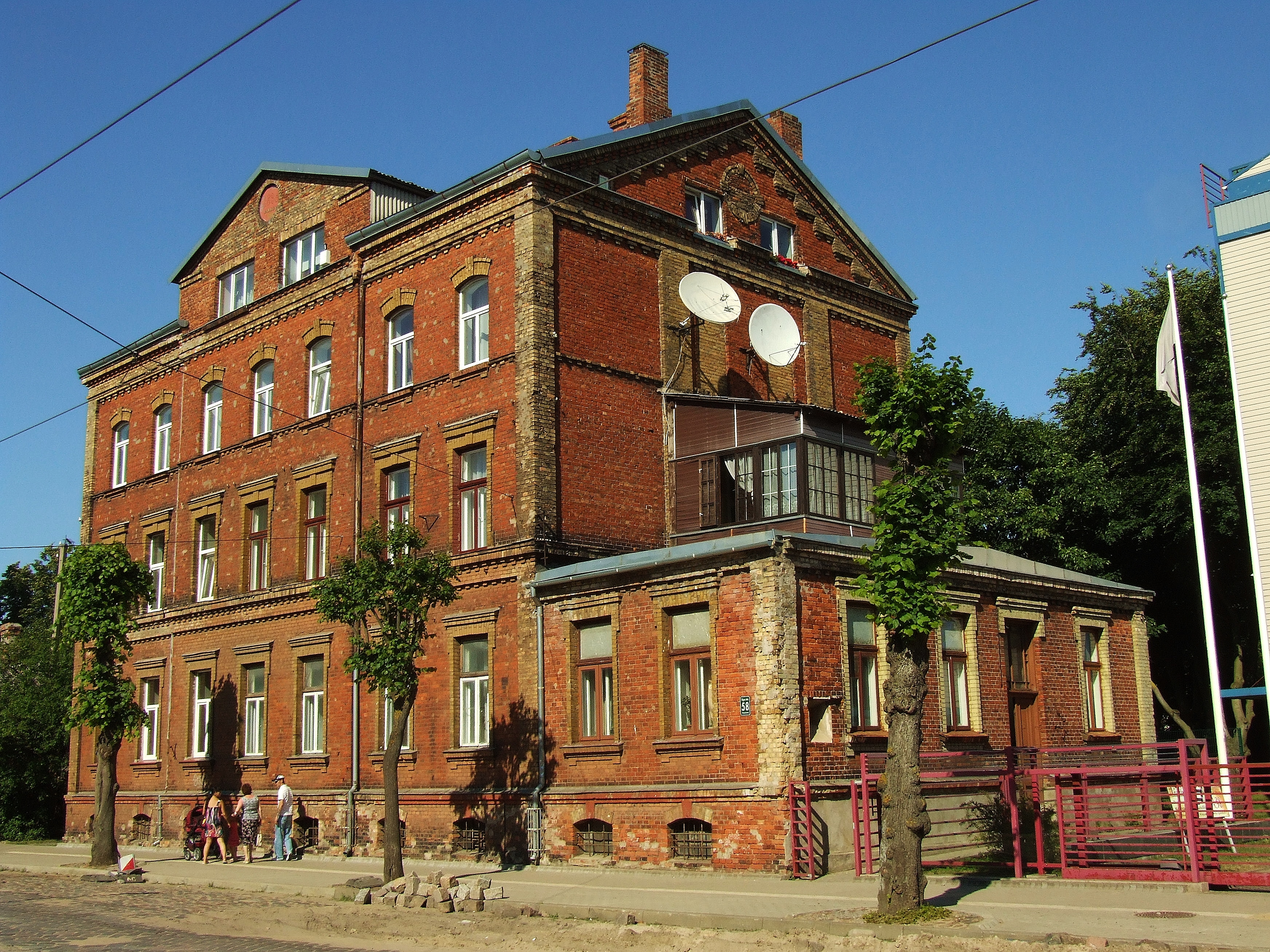
Rīgas iela 58.
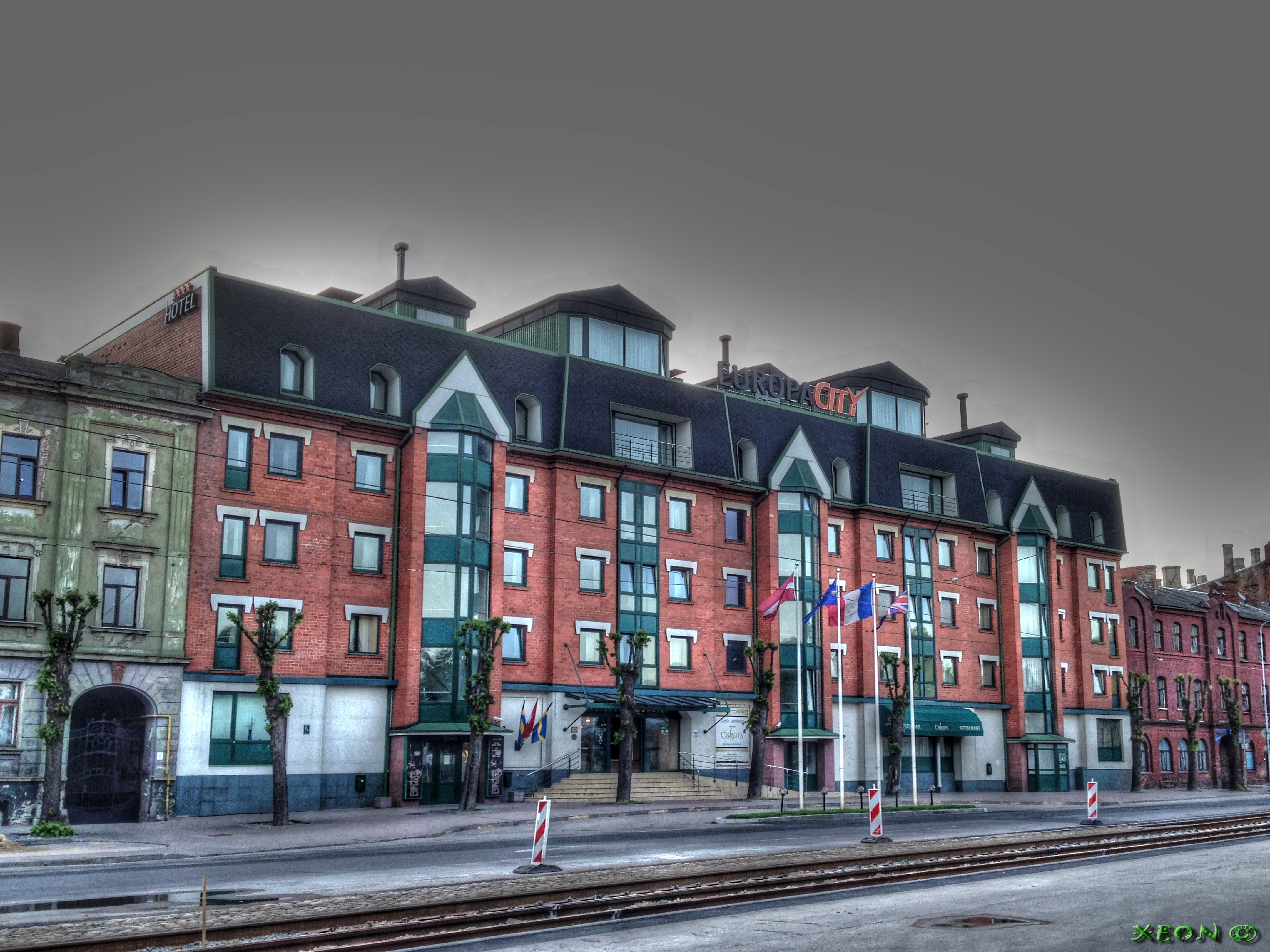
Hôtel Europa City .
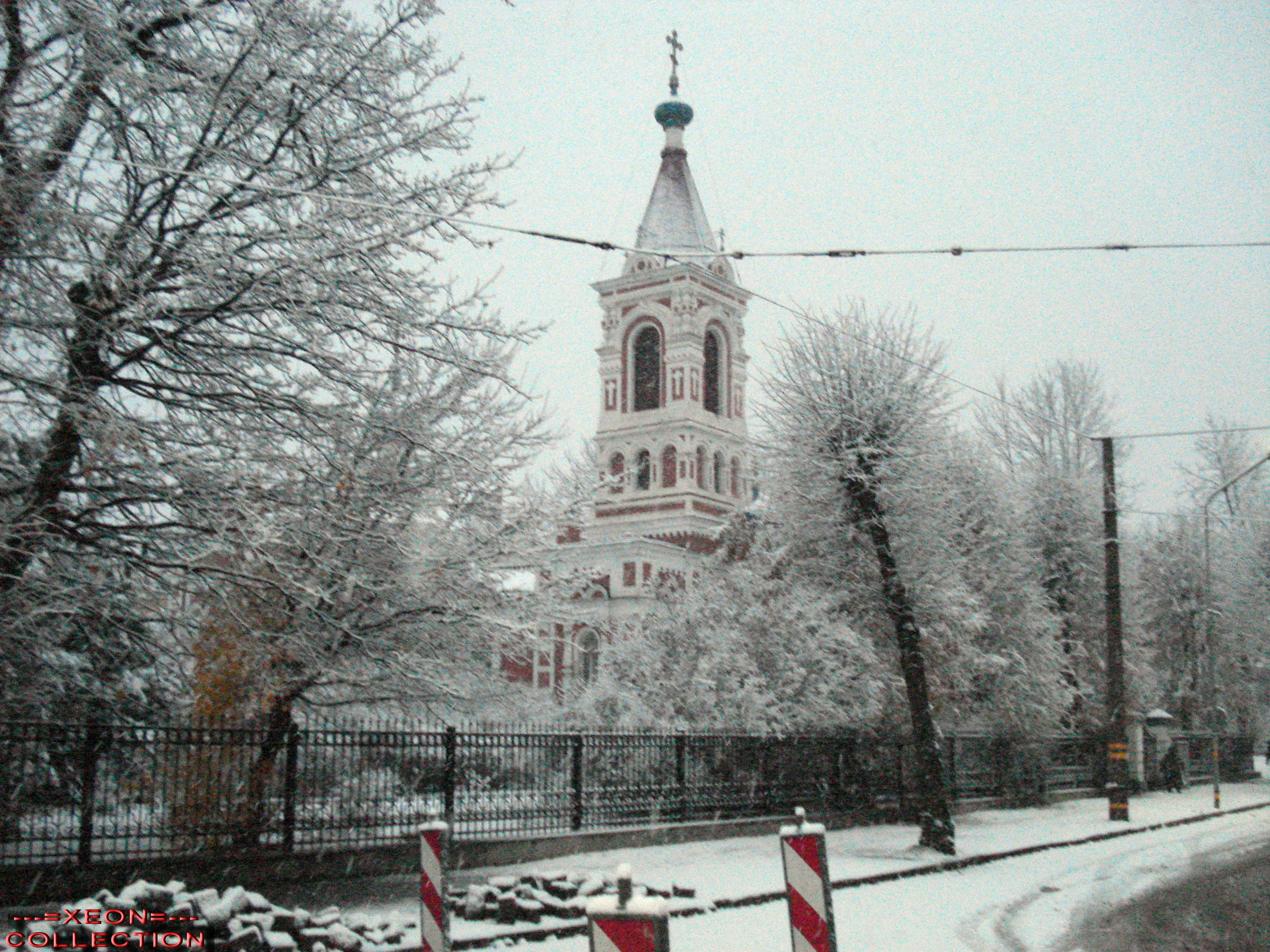
Près de la gare.

## Autres voies et lieux remarquables du quartier

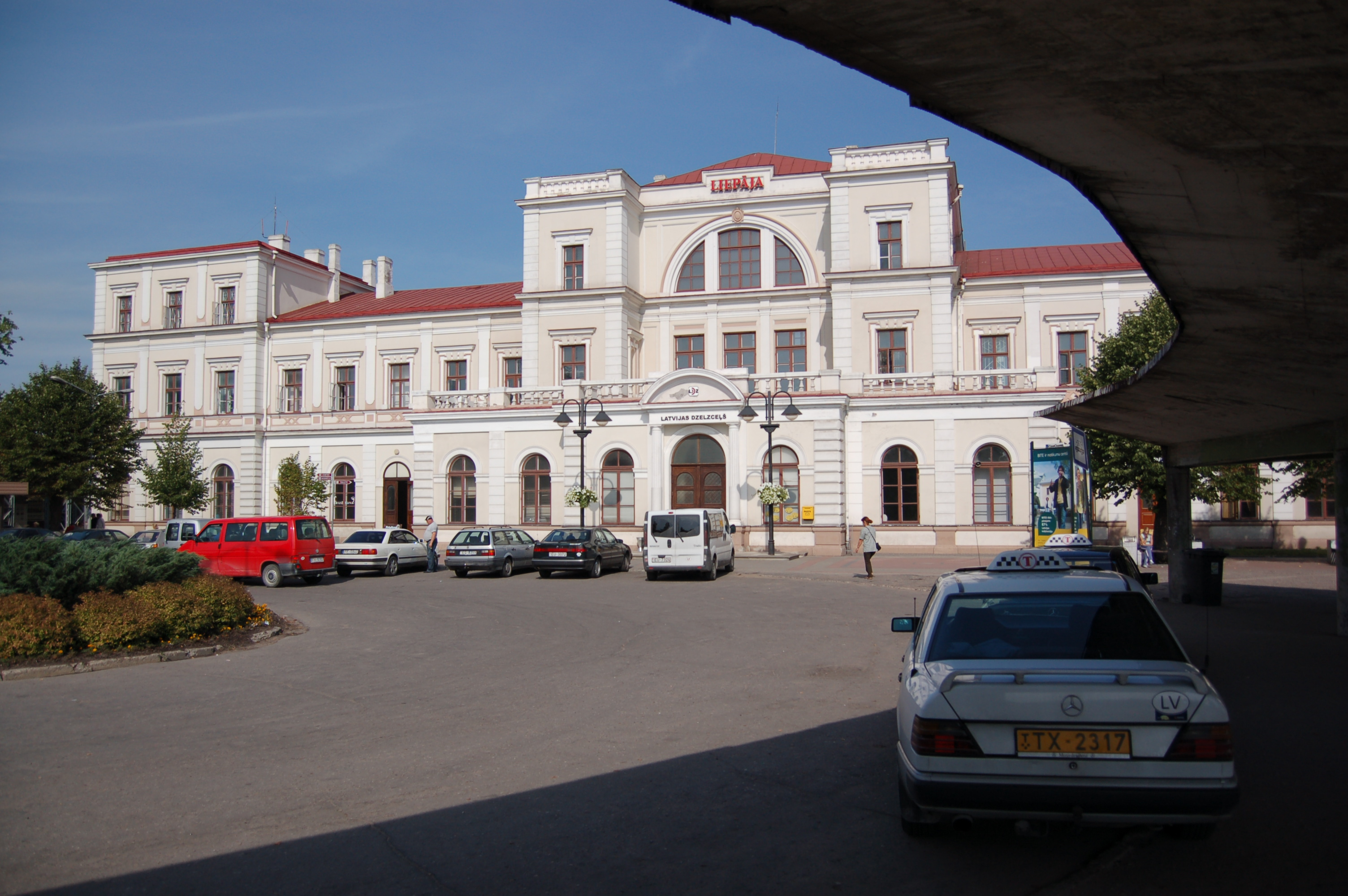
La gare de Liepāja.

Le quartier est également émaillé par la rue Raiņa, la rue Baseina, la rue Brīvība, la rue Parka et la rue Zemnieku.  
Jaunliepāja  abrite, entre-autres, la gare de Liepāja, l'église catholique romaine Saint-Dominique (lv), le vieux cimetière (lv), le port de Liepāja et le parc Raina (lv).

## Histoire
Jaunliepāja  est le quartier qui s'est formé après la construction de la ligne Liepāja-Romni en 1871.
le bâtiment de la gare de Liepāja a été construit selon les plans de Pauls Makss Berči l'architecte en chef de Liepāja.
La construction d'usines commença à proximité du port de Liepāja et des voies ferrées, et des îlots urbains rectangulaires réguliers furent bâtis.
En 1877, l'ingénieur anglais Robert Ramsay fonde la brasserie "Ramsay & Co" à proximité des entrepôts de céréales du port, au 4-6 rue Kroņu.
En 1879, Augusts Kornhubers construisit une usine de cordes et de sangles au 55-61 rue Brīvības.
En 1880, le marchand Löwenthal construisit un moulin à vapeur au coin des rues Brīvības et Tirgus.
En 1882, la construction de l'usine de Puddlage, de laminage du fer, de fil et de clous Böker u. Co.
En 1885, l'ingénieur Konstantīns Strupps construisit l'usine de fonderie et de forge « Vésuve » au 56, rue Brīvības.
Près du port de commerce, près de l'embranchement ferroviaire, au début de l'actuelle rue Oskar Kalpak, ont été construites l'usine de liège et l'usine de linoléum "Wicander & Larson" (architecte Pauls Makss Berči).
Au printemps 1899, la construction d'une centrale électrique et d'une ligne de tramway de 10 km de long a été lancée.
Les lignes de tramway de Liepāja assuraient la circulation entre Karosta, les quartiers résidentiels et industriels de Jaunliepāja et le centre-ville.
L'église baptiste nazaréenne a été construite à l'angle des rues Rainiša et Lāčplēša, et l'église évangélique luthérienne Martin Luther a été construite à l'angle des rues Brīvības, 1905 et Jelgava. Les bâtiments résidentiels, publics et industriels construits dans le « style brique » avec le langage caractéristique des formes architecturales de Jaunliepāja ont créé un ensemble urbain unique.
Après 1934, la banlieue nord fut créée au nord de Jaunliepāja.
Après la Seconde Guerre mondiale, en 1946, la ville de Liepāja a été divisée en trois quartiers administratifs, Vecliepāja, Jaunliepāja et Ziemelu.
En 2005, 8 % de la population totale de Liepāja vivait à Jaunliepāja, tandis que 26 % vivaient à Vecliepāja, 22 % dans la banlieue nord, 16 % à Ezerkrast, 10 % à Karosta, 8 % dans le quartier du sud-ouest, 6 % à Załaya Birze et 6 % à Tosmare.
En 2012, lors de l'élaboration du nouvel aménagement du territoire de la ville, une partie de Jaunliepāja a été incluse dans le « Centre historique de Liepāja ».
Depuis les modifications de 2018, les îlots urbains de Jaunliepāja entre les rues Teodora Breikša, Aldara, Kroņu et Kaiju ne sont plus inclus dans le territoire du centre historique.